# Paragaleodes melanopygus
Espèce
Paragaleodes melanopygus est une espèce de solifuges de la famille des Galeodidae.

## Distribution
Cette espèce se rencontre en Iran, au Turkménistan et en Azerbaïdjan.

## Publication originale
- Birula, 1905 : Bemerkungen über die Ordnung der  Solifugen. I-V. Annuaire  du  Musée Zoologique de l’Académie Impériale des Sciences de St.-Pétersbourg, vol. 9, p. 391–416.